# 一水社
株式会社一水社（いっすいしゃ）は、東京都新宿区矢来町に所在する日本の出版社。

## 概要
1954年12月に株式会社笑の泉社を設立。1958年に笑の泉社から一水社に商号変更。
2010年9月、株式会社メディアックスが経営権を取得した。関連会社として有限会社光彩書房、曙出版株式会社が存在する。

## 刊行物

### 情報誌
- 昭和39年の俺たち（奇数月29日発売）

### 成年向け雑誌
- 50代からの男のゴラク（偶数月28日発売）[1] - 「まんがシャワー」から誌名変更。
- コミック Mate L（偶数月25日・2014年12月創刊）

### デジタルコミック誌
- Webコミックトウテツ
- Web配信 月刊 隣の気になる奥さん
- 月刊Web男の娘・れくしょんッ！S
- COMICオルガ
- リョナキング
- コミック刺激的SQUIRT!!

### 過去の雑誌
- 笑いの泉（前身の白鴎社が創刊、後に笑の泉社、一水社に移管）→笑いの泉サンデー[2][3]
- メンズメイト[3]
- ユーモアグラフ[3](後にパン・フォト・プレス、光彩書房に移管)
- サンデーP.M→劇画コミックSunday劇画コミックサンデー→コミックサンデー[4]→漫画キック[5][6]
- コミックカスタム
- 碁マガジン(1979年-1986年)
- まんがハウス - 4コマ雑誌
- パチンコフィーバー
- パチンコフィーバーオリジナル
- シーメール白書[7] - 光彩書房から移管。ニューハーフ専門誌
- スッキリお仕事レディEX[8]
- 本当にあったみだらな話→本気でイク地下DVDベストHコレクション[9]
- まんが極艶人妻→まんが&DVD人妻熟女ざかり→マジに秘密にしてください。地下DVD極秘映像→EX芸能モンスター[10][11]

#### 美少女コミック雑誌
- PETITパンドラ（アンソロジーコミック）
- コミックMate-
- コミックJSCK（本当にあったみだらな話増刊）
- コミック刺激的SQUIRT!! （増刊誌）- 電子版のみに移行
- コミックエロ魂 (2014年-2015年)

#### ボーイズラブコミック雑誌
- homme(オム) （コミックMate増刊）- ボーイズラブ雑誌
- 少年天使（コミックMate増刊）（1998年-1999年） - 継続誌は光彩書房のアンソロジー少年天使MAX
- 半熟天使（コミックMate増刊）

#### 女性コミック雑誌
- 少女革命
- 恋愛革命
- 恋愛熱情（2006年-2013年[12]）

### コミックス
- いずみコミックス - 美少女コミックはメディアックスのMDコミックスNEOに移管。
- 光彩コミックス - 紙書籍版を光彩書房から移管。

### ムック
- いずみムック

## 光彩書房
有限会社光彩書房（出版者記号：905965, 87775, 86093・取次コード：2229）は、一水社の関連会社。

### 過去の雑誌
- ユーモアグラフ[13]
- 快楽マガジン[14]
- 突撃ツーショット
- P-NUTS[15]（突撃ツーショット増刊） - ゲイコミック誌
- 家族姦係
- 原色文学→絢爛文学
- 実録四十路妻→「実録最新しろうと美人妻地下DVD270分→GOLDDVD GOLD 9時間[16]

#### 美少女コミック雑誌
- COMICアットーテキ
- まんがDAISUKI（COMICアットーテキ増刊）
- 漫画クリスティ
- 純愛果実 (2000年-2013年)
- 美少女革命 極（純愛果実増刊・2009年-2012年）
- 美少女革命 極 Road （絢爛文学増刊・2012年-2014年）

#### ボーイズラブコミック雑誌
- カノン（COMICアットーテキ増刊）
- Mauris（COMICアットーテキ増刊）
- CARESS （COMICアットーテキ増刊）
- manga 純一
- 絶対麗奴（アンソロジーコミック・1998年-2002年）

## 関連会社
- メディアックス
- 曙出版
- かや書房
- マイウェイ出版